# Airinė Palšytė
Airinė Palšytė (Kaunas, 13 juli 1992) is een Litouws atleet. 
Op de Europese kampioenschappen indooratletiek 2017 behaalde ze de gouden medaille bij het onderdeel hoogspringen.
Op de Olympische Zomerspelen van 2020 in Tokio nam ze deel aan het onderdeel hoogspringen.
Haar beste sprong was met 2.01 meter in 2017 op de Europese kampioenschappen indooratletiek.